# Babilafuente
Babilafuente es un municipio y localidad española de la provincia de Salamanca, en la comunidad autónoma de Castilla y León. Se integra dentro de la comarca de Las Villas. Pertenece al partido judicial de Peñaranda y a la Mancomunidad Zona de Cantalapiedra y Las Villas.
Su término municipal está formado por un solo núcleo de población, ocupa una superficie total de 22,60 km² y cuenta con una población de 925 habitantes (INE 2024).

## Toponimia
Las primeras formas con las que aparece documentada la localidad datan de inicios del siglo XIII, durante el reinado de Alfonso IX de León, cuando la localidad es recogida como Vaguilafointe (en mayo de 1215), Baguilafuont (en noviembre de 1216) y Baguila Fonte (en diciembre de 1229). Como derivación de las mismas, en 1281 aparece ya la forma Baguila Fuente, más parecida al actual Babilafuente, que habría evolucionado desde dichos topónimos con que aparece mencionada la localidad en la documentación del siglo XIII.

## Geografía

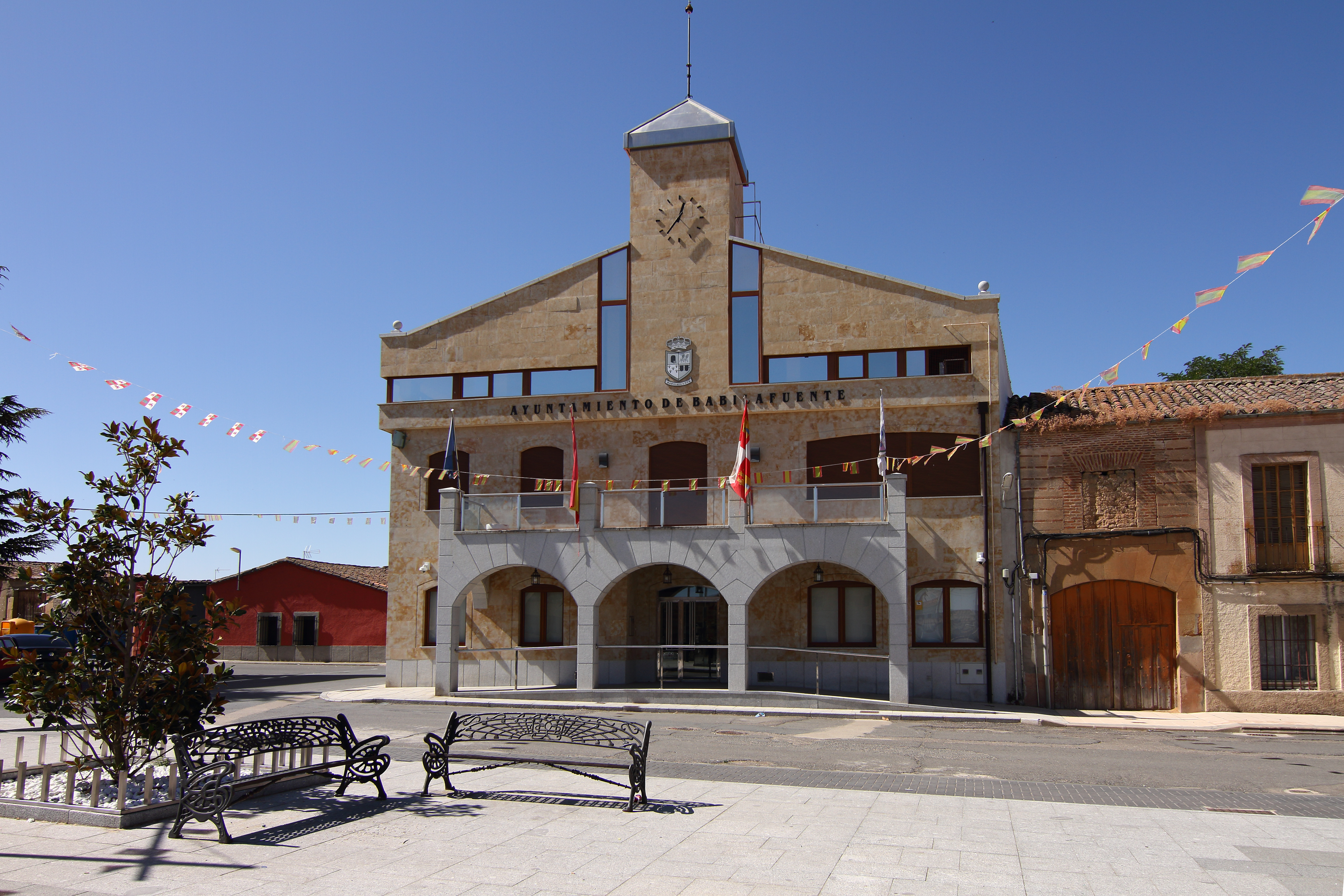
Casa consistorial

Posee un manantial con agua mineral de gran calidad. Están clasificadas por su composición química, como aguas bicarbonatadas sódicas litínicas - bicarbonatadas alcalinas y diuréticas, conteniendo una cantidad de litina muy superior a otras muchas que gozan de gran reputación.
Las aguas alcalinas tienen una doble función principal: son neutralizadoras de la hiperacidez y eliminadoras de los productos tóxicos que engendra toda nutrición. La neurastenia, obesidad, diabetes, reumatismo, gota y tantos otros padecimientos por perturbación nutritiva, se alivian y aún se curan con el uso de las aguas alcalinas. Las orinas cargadas de urea (que forman ese sedimento color ladrillo) o de fosfatos (de sedimentación blanquecina) se tornan transparentes y abundantes. La litina duplica los efectos de las aguas alcalinas, eficaz en los casos de Reumatismo deformante.
La especialización localizadora de las aguas, bicarbonatadas, sódicas, litínicas, está en los cálculos, ya sean biliares, vesicales o renales. Evita y en muchos casos provoca la eliminación de los cálculos o bien su lenta disolución. Con el uso la sangre se alcaliniza, evitando la formación de uratos, se eliminan las toxinas de las vísceras abdominales, regulando las deposiciones y se evitan o curan las dolencias que el medio ácido determina.
Por ser incoloras, transparentes y son excelentes aguas de mesa y se comercializan bajo la marca registrada de Babilafuente.

## Historia

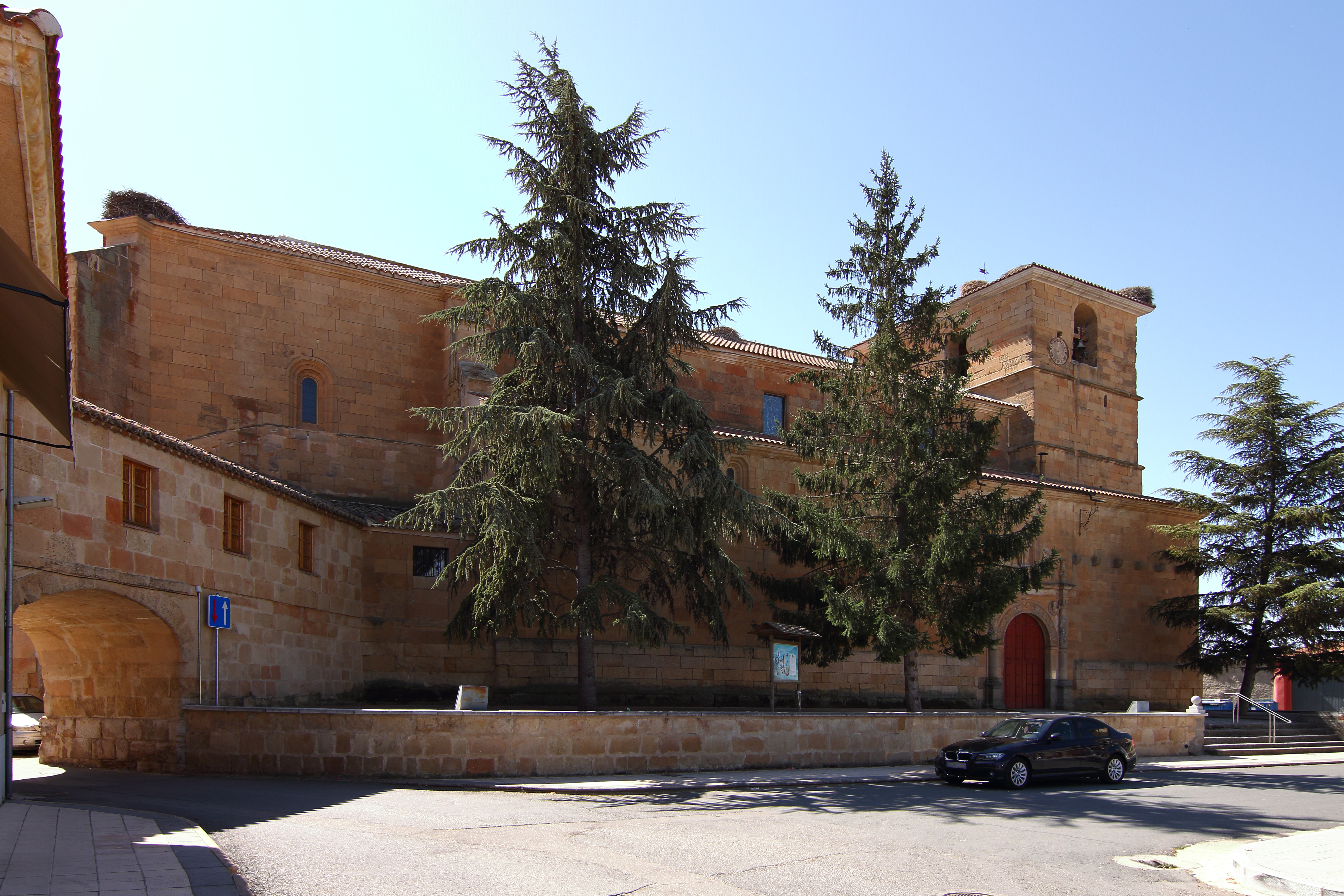
Iglesia de San Benito

Yace en un llano y agradecido terreno, distante cuatro leguas de la gran ciudad de Salamanca, la hermosa villa de Babilafuente. Goza esta entre otros muchos y distinguidos privilegios, la honrada antelación de ser la Capital de otras siete muy vecinas, que son todas de este territorio apreciables añadidura al Condado de Monte Rey, que estuvo está unido a la gran Casa de la Excelentísima Señora María Teresa Álvarez de Toledo y Haro, Duquesa de Alba”, la gran casa abarcaba desde las casas que están unidas al arco hasta gran parte del actual colegio.
Hasta principios del siglo XIII no tenemos constancia real de la existencia de esta localidad. Nos la da un documento procedente de los Archivos Catedralicios de Salamanca según el cual una tal Sancha Gómez, el 3 de mayo de 1215, vende a Don Juan, deán de Salamanca y al Cabildo la heredad de “Vaguilafointe”, con bueyes, panes, sembrados, pastos, viñas y otras pertenencias; reinando Alfonso IX de León y en su nombre en Salamanca su hermano Sancho Fernández.
Otro documento fechado en 1223 integra a esta “Villa” en el Cuarto de Valdevilloria. Esta condición de Villa, parece ser una distinción del rey al titular del Señorío. Hoy día se mantiene este título como meramente honorífico sin ningún género de privilegios.
Avanzando en la historia de Babilafuente, se puede decir que la villa fue vendida a Don Rodrigo Maldonado, señor de Babilafuente y Avedillo, pasando posteriormente a su descendiente, el comunero Don Pedro Maldonado. Tras el proceso comunero, en 1523 Carlos V vendió el territorio a Don Alonso de Acevedo y Zúñiga quedando vinculado a la Casa Ducal de Alba.
De otros acontecimientos históricos, como es el de La Guerra de la Independencia, Don Benito Pérez Galdós ya hace la honra de insertar a la Villa en su novelado relato de la epopeya nacional La batalla de los Arapiles.
En la retirada francesa al abandonar Salamanca y previa a la batalla de los Arapiles, el 21 de junio de 1812, con el general Marmont a la cabeza, los franceses pusieron fuego en Babilafuente y pueblos vecinos, causando graves estragos y quemando las cosechas, además de grandísimos daños a la iglesia.
Con la creación de las actuales provincias en 1833, Babilafuente quedó encuadrado en la provincia de Salamanca, dentro de la Región Leonesa.

## Demografía
Babilafuente cuenta con una población de 925 habitantes (INE 2024).
| Gráfica de evolución demográfica de Babilafuente entre 1842 y 2021                                                  |
| |
| Población de derecho según los censos de población del INE Población de hecho según los censos de población del INE |

## Economía

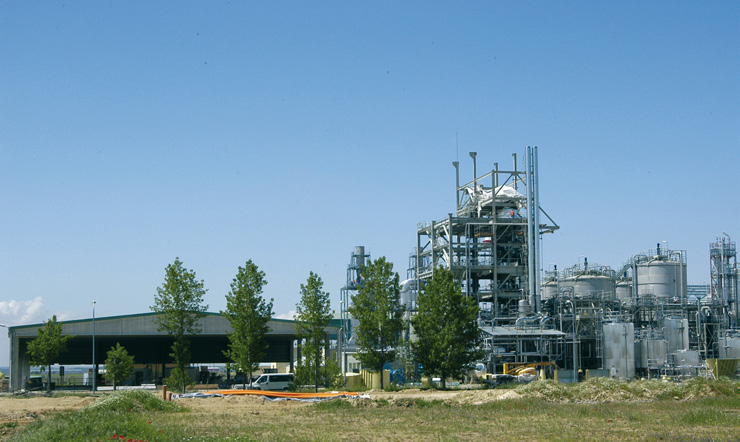
Planta de bioetanol

La economía del municipio gira en torno a la agricultura, la ganadería y los servicios, existiendo establecimientos de turismo rural, así como un balneario cuyo aprovechamiento de aguas mineromedicinales se remonta al año 1752.
Asimismo, uno de los principales motores de la economía del municipio es la planta de bioetanol existente en el mismo, propiedad de Vertex Bionergy, formando parte del fondo de capital de riesgo Trilantic Europe (comprador de la planta). Previamente, la planta había sido propiedad de Abengoa desde el año 2009, cuando este grupo empresarial adquirió la mitad de la planta a Ebro Foods, con la que previamente había constituido en el año 2000 una sociedad en que ambos grupos participaban al 50% para el desarrollo de la actividad de biocombustibles en Babilafuente, habiéndose puesto en marcha la planta en el año 2006.

## Administración y política
| Periodo   | Nombre                           | Partido | Partido                                  |
| --------- | -------------------------------- | ------- | ---------------------------------------- |
| 1979-1983 | Agustín de Dios García           |         | Unión de Centro Democrático (UCD)        |
| 1983-1991 | Benito Rodríguez Barbero         |         | Partido Socialista Obrero Español (PSOE) |
| 1991-1995 | Lorenzo Joaquín Bautista Prieto  |         | Partido Socialista Obrero Español (PSOE) |
| 1995-1999 | Eugenio González Prieto          |         | Partido Popular (PP)                     |
| 1999-2007 | Eladio Manuel Palomero Bretón    |         | Partido Popular (PP)                     |
| 2007-2019 | Jacinto Manuel Palomero Palomero |         | Partido Popular (PP)                     |
| 2019-2023 | Lorenzo Joaquín Bautista Prieto  |         | Partido Socialista Obrero Español (PSOE) |
| 2023-act. | María del Carmen Gómez Fraile    |         | Partido Popular (PP)                     |

| Partido político                                         | 2023  | 2023  | 2023       | 2019  | 2019  | 2019       | 2015  | 2015  | 2015       | 2011  | 2011  | 2011       | 2007  | 2007  | 2007       | 2003  | 2003  | 2003       | 1999  | 1999  | 1999       | 1995  | 1995  | 1995       | 1991  | 1991  | 1991       | 1987  | 1987  | 1987       | 1983  | 1983  | 1983       | 1979  | 1979  | 1979       |
| Partido político                                         | %     | Votos | Concejales | %     | Votos | Concejales | %     | Votos | Concejales | %     | Votos | Concejales | %     | Votos | Concejales | %     | Votos | Concejales | %     | Votos | Concejales | %     | Votos | Concejales | %     | Votos | Concejales | %     | Votos | Concejales | %     | Votos | Concejales | %     | Votos | Concejales |
| Partido Popular (PP)                                     | 42,31 | 245   | 3          | 47,14 | 297   | 3          | 54,53 | 331   | 4          | 62,91 | 424   | 5          | 51,74 | 372   | 4          | 52,55 | 391   | 4          | 50,00 | 369   | 5          | 45,35 | 317   | 5          | 33,68 | 224   | 3          | —     | —     | —          | —     | —     | —          | —     | —     | —          |
| Partido Socialista Obrero Español (PSOE)                 | 27,97 | 162   | 2          | 26,51 | 167   | 2          | 43,16 | 262   | 3          | 35,16 | 237   | 2          | 46,18 | 332   | 3          | 45,83 | 341   | 3          | 45,66 | 337   | 4          | 45,06 | 315   | 4          | 43,15 | 287   | 4          | 46,36 | 325   | 5          | 46,46 | 282   | 4          | 18,76 | 112   | 2          |
| Babilafuente Independiente Emprendedora y Natural (BIEN) | 27,63 | 160   | 2          | 24,76 | 156   | 2          | —     | —     | —          | —     | —     | —          | —     | —     | —          | —     | —     | —          | —     | —     | —          | —     | —     | —          | —     | —     | —          | —     | —     | —          | —     | —     | —          | —     | —     | —          |
| Unión de Centro Democrático (UCD)                        | —     | —     | —          | —     | —     | —          | —     | —     | —          | —     | —     | —          | —     | —     | —          | —     | —     | —          | —     | —     | —          | —     | —     | —          | 20,90 | 139   | 2          | —     | —     | —          | —     | —     | —          | 39,36 | 235   | 4          |
| Partido Comunista de España (PCE)                        | —     | —     | —          | —     | —     | —          | —     | —     | —          | —     | —     | —          | —     | —     | —          | —     | —     | —          | —     | —     | —          | —     | —     | —          | —     | —     | —          | —     | —     | —          | 14,99 | 91    | 1          | 19,09 | 114   | 2          |
| Coalición Democrática (CD)                               | —     | —     | —          | —     | —     | —          | —     | —     | —          | —     | —     | —          | —     | —     | —          | —     | —     | —          | —     | —     | —          | —     | —     | —          | —     | —     | —          | —     | —     | —          | —     | —     | —          | 16,75 | 100   | 1          |
| Alianza Popular (AP)                                     | —     | —     | —          | —     | —     | —          | —     | —     | —          | —     | —     | —          | —     | —     | —          | —     | —     | —          | —     | —     | —          | —     | —     | —          | —     | —     | —          | 23,82 | 167   | 2          | 38,55 | 234   | 4          | —     | —     | —          |
| Centro Democrático y Social (CDS)                        | —     | —     | —          | —     | —     | —          | —     | —     | —          | —     | —     | —          | —     | —     | —          | —     | —     | —          | —     | —     | —          | —     | —     | —          | —     | —     | —          | 21,54 | 151   | 2          | —     | —     | —          | —     | —     | —          |
| Partido Demócrata Popular (PDP)                          | —     | —     | —          | —     | —     | —          | —     | —     | —          | —     | —     | —          | —     | —     | —          | —     | —     | —          | —     | —     | —          | —     | —     | —          | —     | —     | —          | 3,56  | 25    | 0          | —     | —     | —          | —     | —     | —          |
| Unidad Regionalista de Castilla y León (URCL)            | —     | —     | —          | —     | —     | —          | —     | —     | —          | —     | —     | —          | —     | —     | —          | —     | —     | —          | —     | —     | —          | 7,29  | 51    | 0          | —     | —     | —          | —     | —     | —          | —     | —     | —          | —     | —     | —          |

## Cultura

### Fiestas
- San Blas (3 de febrero)
- San Roque (16 de agosto)
- Fiesta de los quintos (1 de mayo)
- Lunes de Aguas